# Daniel Quillen
Daniel Quillen (ur. 22 czerwca 1940 w Orange, New Jersey, zm. 30 kwietnia 2011 w Gainesville na Florydzie) – amerykański matematyk.

## Życiorys
Wstąpił na Uniwersytet Harvarda, gdzie uzyskał tytuł licencjata w 1961 roku, a następnie pod kierunkiem Raoula Botta napisał na tej samej uczelni doktorat na temat równań różniczkowych cząstkowych, obroniony w 1964 roku. Następnie otrzymał posadę na politechnice w Cambridge w stanie Massachusetts (Massachusetts Institute of Technology). Spędził wiele lat na badaniach na innych uczelniach. W 1978 roku został uhonorowany Medalem Fieldsa na Międzynarodowym Kongresie Matematyków w Helsinkach za pracę nad K-teorią algebraiczną.